# Mas de Forxeron
El Mas de Forxeron és un edifici d'Amposta (Montsià) protegit com a Bé Cultural d'Interès Local.

## Descripció
Es tracta d'un conjunt d'edificacions adossades a una antiga torre de defensa. És un mas del segle xix, format per un cos de planta baixa i un pis amb la teulada a doble vessant i un altre cos semblant adossat, juntament amb altres construccions d'una sola planta, segurament utilitzats de magatzem. Al davant hi ha un pou, encara en funcionament i les restes d'un altre porxo. Adossat a l'altra banda de la torre hi ha altres dependències de magatzem.